# Williams County (Ohio)
Williams County ist ein County im Bundesstaat Ohio der Vereinigten Staaten. Der Verwaltungssitz (County Seat) ist Bryan.

## Geographie
Das County liegt im äußersten Nordwesten von Ohio, grenzt im Norden an Michigan, im Westen an Indiana und hat eine Fläche von 1096 Quadratkilometern, wovon drei Quadratkilometer Wasserfläche sind. Es grenzt im Uhrzeigersinn an folgende Countys: Hillsdale County (Michigan), Fulton County, Henry County, Defiance County, De Kalb County (Indiana) und Steuben County (Indiana).

## Geschichte
Williams County wurde am 12. Februar 1820 aus Teilen des Darke County gebildet. Benannt wurde es nach David Williams, einem Offizier der Kontinentalarmee im Amerikanischen Unabhängigkeitskrieg. Er war an der Festnahme des Spions John André beteiligt.
Sieben Bauwerke und Stätten des Countys sind im National Register of Historic Places eingetragen (Stand 19. Mai 2018).

## Demografische Daten

Alterspyramide des Williams County

Nach der Volkszählung im Jahr 2000 lebten im Williams County 39.188 Menschen in 15.105 Haushalten und 10.664 Familien. Die Bevölkerungsdichte betrug 36 Einwohner pro Quadratkilometer. Ethnisch betrachtet setzte sich die Bevölkerung zusammen aus 96,51 Prozent Weißen, 0,72 Prozent Afroamerikanern, 0,23 Prozent amerikanischen Ureinwohnern, 0,52 Prozent Asiaten, 0,01 Prozent Bewohnern aus dem pazifischen Inselraum und 1,19 Prozent aus anderen ethnischen Gruppen; 0,83 Prozent stammten von zwei oder mehr Ethnien ab. 2,68 Prozent der Bevölkerung waren spanischer oder lateinamerikanischer Abstammung.
Von den 15.105 Haushalten hatten 33,3 Prozent Kinder und Jugendliche unter 18 Jahre, die bei ihnen lebten. 57,5 Prozent waren verheiratete, zusammenlebende Paare, 9,0 Prozent waren allein erziehende Mütter, 29,4 Prozent waren keine Familien, 24,9 Prozent waren Singlehaushalte und in 10,5 Prozent lebten Menschen im Alter von 65 Jahren oder darüber. Die Durchschnittshaushaltsgröße betrug 2,52 und die durchschnittliche Familiengröße lag bei 3,00 Personen.
Auf das gesamte County bezogen setzte sich die Bevölkerung zusammen aus 26,2 Prozent Einwohnern unter 18 Jahren, 8,3 Prozent zwischen 18 und 24 Jahren, 28,7 Prozent zwischen 25 und 44 Jahren, 22,9 Prozent zwischen 45 und 64 Jahren und 13,9 Prozent waren 65 Jahre alt oder darüber. Das Durchschnittsalter betrug 37 Jahre. Auf 100 weibliche Personen kamen 98,7 männliche Personen. Auf 100 Frauen im Alter von 18 Jahren oder darüber kamen statistisch 96,4 Männer.
Das jährliche Durchschnittseinkommen eines Haushalts betrug 40.735 USD, das Durchschnittseinkommen der Familien betrug 47.398 USD. Männer hatten ein Durchschnittseinkommen von 33.476 USD, Frauen 22.136 USD. Das Prokopfeinkommen betrug 18.441 USD. 3,9 Prozent der Familien und 6,0 Prozent der Bevölkerung lebten unterhalb der Armutsgrenze. Davon waren 6,2 Prozent Kinder oder Jugendliche unter 18 Jahre und 6,9 Prozent waren Menschen über 65 Jahre.

## Orte

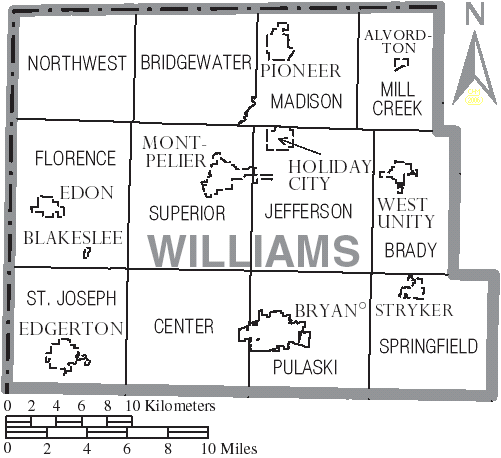
Verwaltungsgliederung des Williams Countys

### City
- Bryan

### Villages
| - Blakeslee - Edgerton - Edon - Holiday City | - Montpelier - Pioneer - Stryker - West Unity |

### Townships
| - Brady - Bridgewater - Center - Florence | - Jefferson - Madison - Mill Creek - Northwest | - Pulaski - St. Joseph - Springfield - Superior |

### Andere Ortschaften
| - Ainger - Alvordton - Berlin - Bridgewater Center - Columbia - Cooney | - Franklin Junction - Hallock - Hamer - Hillcrest - Kunkle - Lock Port | - Melbern - Mina - Nettle Lake - West Jefferson - Williams Center |